# Bane (seriefigur)
Bane är en superskurk som dyker upp i serietidningar publicerade av DC Comics och är en av Batmans fiender. Figuren gjorde sin debut i Batman: Vengeance of Bane # 1 (1993), och skapades av Chuck Dixon, Doug Moench och Graham Nolan. Bane har kommit att bli en av Batmans fysiskt farligaste fiender. Han omnämns ibland som den enda skurken som har "krossat fladdermusen".
IGN:s lista över de 100 bästa serietidningsskurkarna genom tiderna rankade Bane som nummer 34.

## Historik
Chuck Dixon, Graham Nolan och Doug Moench skapade figuren för Knightfall-storyn. Det är dock okänt vilka delar som infördes av vardera av de två författarna (Dixon och Moench). Dixon skrev figurens första framträdande (Vengeance of Bane), med bilder av Graham Nolan. Det är även oklart hur mycket bidrag som lämnades av Denny O'Neil. O'Neil hade tidigare skapat Banes hemska födelseplats Santa Prisca i The Question och drogen Venom i handlingen med samma namn. I kapitlet med Azrael introducerade O'Neil Banes uppfattning av Venom som både ett beroende och en svaghet som ansvarar för hans tidigare nederlag.

## Fiktiv biografi
Banes bakgrundshistoria presenteras i berättelsen Vengeance of Bane. Han föddes i den fiktiva karibiska republiken Santa Prisca, i ett fängelse kallat Peña Dura. Hans far Edmund Dorrance (mer känd som Snake King) hade varit en revolutionerande legosoldat som flytt Santa Priscas rättsväsende. Den korrupta regeringen hade dock bestämt att hans unga son skulle tjäna ut mannens livstidsstraff, och därmed tillbringade Bane sin barndom och tidiga vuxenliv i den amoraliska fängelsemiljön.
Trots att han var fängslad tillät hans naturliga förmågor honom att utveckla extraordinära färdigheter inom fängelsets murar. Han läste så många böcker han kunde få tag i, byggde upp sin kropp i fängelsets gym och lärde sig att slåss i den skoningslösa skolan av fängelselivet. Genom Santa Priscas kulturella och förmodade geografiska läge kunde Bane tala engelska, spanska, portugisiska och latin. Trots hans omständigheter fann han lärare av olika slag under hans fängslande, från härdade fångar till en äldre Jesuitpräst, under vars ledning han tydligen fått en klassisk utbildning. Bane mördade denna präst vid sin återkomst till Santa Prisca år senare. Han begick sitt första mord vid en ålder av åtta genom att knivhugga en brottsling som ville använda honom för att få information om fängelset. Under sina år i fängelse bar Bane på en nallebjörn som han kallade Osito, som han ansåg vara sin ende vän. Det har visat sig att Osito har ett hål i ryggen för att förvara en kniv som Bane använt för att försvara sig.
Bane skulle hemsökas i sina drömmar av en fladdermus. Han etablerade slutligen sig själv som "kungen" av Peña Duras fängelse. Fängelsets kontrollanter noterade detta och tvingade honom så småningom att bli en försöksperson för en mystisk drog i form av ett gift, som hade dödat alla andra försöksobjekt. Drogen var administrerad av en läkare som bar en slående likhet med en annan Batmanfiende, Hugo Strange. Senare i Vengeance of Bane II möter samma läkare Bane igen i Gotham och det bekräftas att det inte är Hugo Strange, som vid den tidpunkten i Batmans klaffel, var en galen psykolog och inte en kirurg. Peña Durafängelsets giftexperiment dödade nästan Bane först, men han överlevde och fann att drogen kraftigt hade ökat hans fysiska styrka, trots att han måste ta det var tolfte timme (via ett rörsystem som pumpar direkt in i hans hjärna) eller lida av försvagande biverkningar.
Under berättelsen Knightfall rymmer Bane från Peña Dura tillsammans med flera medbrottslingar, baserade på Fabulous Five (hans anhang Trogg, Zombie och Bird, som alla är döpta efter 1960-talets rockband - The Troggs, The Zombies och The Byrds - och var utformade för att efterlikna tre av Doc Savage assistenter, Monk, Ham och Renny). Hans ambition är att krossa Batman, om vilken han hört historier om medan han var en fånge. Gotham fascinerar Bane eftersom, likt Peña Dura, regerar rädsla Gotham - men det är rädslan för Batman. Bane är övertygad om att Batman är den demoniska fladdermusen som spökade i hans drömmar sedan barndomen. Därför anser Bane att ödet placerat Batman på en kollisionskurs med honom.
Då han är medveten om att ett direkt angrepp på Batman skulle vara dumt förstör Bane istället väggarna till Arkham Asylum, vilket släpper ut dess sinnesrubbade fångar (inklusive Jokern, Two-Face, Gåtan, Scarecrow, Hattmakaren, Buktalaren, Firefly, Poison Ivy, Cornelius Stirk, Film Freak och Victor Zsasz) i Gotham City. Därför är Batman tvungen att återta rymlingarna, ett uppdrag som tar honom tre månader. I sin utmattning efter att ha slutfört uppdraget återvänder Batman till Wayne Manor, där han finner Bane väntade på honom (efter att tidigare ha fastställt hans hemliga identitet). Efter en kort förklaring av hans besatthet att förgöra honom anfaller Bane Batman, först i herrgården och snart faller de två ned i Batgrottan nedan där Bane fortsätter sin attack på detektiven. Bane framför den slutliga stöten genom att lyfta upp Batman och sedan kasta ner honom mot sitt knä, vilket bryter hans rygg och lämnar honom förlamad. Bane blir därmed den enda mannen att ha "krossat fladdermusen". Detta ikoniska ögonblick återskapas i The Dark Knight Rises och hänvisade till flera gånger i DC Animated Universe.
Medan Bane etablerar sig själv som den nye härskaren i Gothams kriminella undre ger Bruce Wayne sin mantel till Jean-Paul Valley, även känd som Azrael. Eftersom den "nya" Batman växer blir Jean-Paul alltmer våldsam och hänsynslös, vilket får skurken Abattoir att falla mot sin död. Valley vägrar också att erkänna Robin som sin partner. Trots Bruce Waynes strikta order om att Valley skulle undvika Bane struntar han i dessa kommandon och försöker dåraktigt konfrontera Bane i hans hem. Skurken bor numera lyxigt högt ovanför Gotham i en takvåningssvit. Även med en uppsättning av högteknologiska, tungmetalliska handskar som Valley hade tillagt på dräkten triumferar Bane i kampen och avslutar nästan Valley i en avrättning. Trots att han segrade över Valley fick Bane djupa sår i striden och förlorade mycket blod. Då han var efterlyst var det omöjligt för Bane att skriva in sig på ett sjukhus, trots sitt försämrade tillstånd. Således var Bane tvungen att öka sitt giftintag tillfälligt för att stoppa smärtan och köpa sig tid att besegra den nye Batman. Förödmjukad återvände Valley till Batgrottan där han byggde en avancerad stridsdräkt av metall, i stället för den traditionella Batmandräkten, med många fickor som kunde avfyra knivskarpa vapen. Trots sitt svåra tillstånd och flykt att överleva slåss Bane trotsande mot den nye Batman, som besegrar honom. Under svaghet och desperation blir Banes nederlag ett faktum när Valley bryter av rören som pumpar in gift i Banes blodomlopp, vilket orsakar en omvänd process. kommissarie Gordon, Harvey Bullock och Robin tittar skräckslaget på när den nye Batman torterar den utslagne Bane. Bane ber om nåd i händerna på Valley när han ber om att bli dödad. Trots sin inställning som lönnmördaren Azrael slutar "Knightfall" med att Valley förnekar sin hängivenhet att döda Bane.

## Krafter och förmågor
Bane är mycket intelligent. I fängelset lärde han sig olika vetenskapliga discipliner som motsvarar graden av förståelse av ledande experter inom dessa områden. Han kan sex aktiva språk och åtminstone två ytterligare okända och utdöda sådana. Bland dessa inkluderas spanska, engelska, persiska och latin. Berättelsen Bane of the Demon avslöjar att han har ett fotografiskt minne. Inom ett år lyckas han avslöja Batmans hemliga identitet.
Han är också mycket listig och en superb strateg och taktiker. I fängelset uppfann Bane sin egen form av gymnastik, meditation och en stridsteknik som han använder mot andra välkända kampsportsutövare inom DC Universe. Användningen av giftet (Venom) förbättrar hans fysiska förmåga, inklusive hans styrka och läkningsprocessen, till övermänskliga nivåer.

## I andra medier

### DC animated universe (1992-2006)
Bane gör sin debut utanför serietidningarna i episoden "Bane" i Batman: The Animated Series, där han har en stark sydamerikansk accent. Här är han en professionell lönnmördare som blir anställd av Rupert Thorne för att eliminera Batman. Bane har dock planer på att ta över Thornes verksamhet så fort jobbet är gjort. Han dyker sedan upp i episoden "Over the Edge" i The New Batman Adventures i en mardröm som Barbara Gordon har, där han slåss mot Batman och slutligen dödar honom och hennes far. Bane medverkar även i Stålmannen-episoden "Knight Time" tillsammans med några andra Batmanskurkar. I samtliga av dessa medier var det Henry Silva som läste hans röst. Han visas i en cameo i episoden "The Winning Edge" i Batman Beyond. Bane medverkar även som en av huvudskurkarna tillsammans med Pingvinen och Rupert Thorne i filmen Batman: Mystery of the Batwoman (2003), då med röst av Héctor Elizondo. I de svenska dubbningarna lästes hans röst av Stephan Karlsén och Johan Hedenberg.

### Batman & Robin (1997)
Bane är den tertiära skurken i filmen Batman & Robin (1997), efter Poison Ivy och Mr Freeze. Han spelades då av den amerikanska brottaren och skådespelaren Robert Swenson, vilket blev hans sista filmroll före sin död. Innan han blir Bane porträtteras han som en spinkig seriemördare vid namn Antonio Diego (Michael Reid MacKay), som blir omvandlad av den galne vetenskapsmannen Dr. Jason Woodrue med hjälp av ett gift som skapades av Pamela Isley. Han slår sig sedan samman med Poison Ivy och Mr Freeze som deras "starka hand". Bane blir besegrad efter att Robin och Batgirl drar ut slangen som pumpar in drogen i hans kropp, vilket omvandlar honom till den spinkige Diego igen. I filmen tycks Bane ha fullständig avsaknad av det intellekt som han framställdes med i serietidningarna. Han är knappt kapabel att prata, utan ryter och morrar mestadels. Istället för att framstå som en kriminell strateg agerar han istället som en muskulös och korkad livvakt till Poison Ivy. Denna skildring av figuren var en av många aspekter av filmen som fick negativ kritik från fans och kritiker.

### The Batman (2004-2008)
En annorlunda inkarnation av Bane skildras i The Batman. Denna version är en sydamerikansk legosoldat som pumpar in gift i sina ådror, vilket omvandlar honom till en stor kraftig best med röd hud. I episoden "Traction" (då med röst av Joaquim de Almeida) anlitas Bane av tre maffialedare för att eliminera Batman. Även om han lyckas skada Batman blir Bane senare besegrad av Batman med hjälp av Bat-Bot. I episoden "Brawn" använder Jokern Banes gift för att terrorisera staden. Batman och Batgirl slår ut steroidförstärkta Jokern med hjälp från Bat-Bot. I episoden "Team Penguin" (då med röst av Ron Perlman) tar Bane emot en inbjudan från Pingvinen att slå sig samman med honom, men besegras av Batman, Robin och Batgirl innan han svarar. I episoden "Rumors" ses Bane som en av många superskurkar som fångas av vigilanten Rumor . I episoden "The Batman/Superman Story" (då med röst av Clancy Brown) är Bane en av flera skurkar som anlitats av Lex Luthor för att fånga Stålmannen, som till slut besegrar honom. Hans svenska röst är åter av Stephan Karlsén.

### Batman: The Brave and the Bold (2008-2011)
Bane medverkar i Batman: The Brave and the Bold, med röst av Michael Dorn. Ungefär som hans Batman & Robin-inkarnation är denna version väldigt klent byggd innan han pumpar upp sig själv med Venom. I början av episoden "Menace of the Conqueror Caveman!" hittas Bane av Batman och Wildcat på en järnvägsstation. Wildcat tvivlar på att denne är ett hot genom hans taniga fysik och frågar Batman varför han behöver hjälp mot en sådan vekling. Bane aktiverar sedan Venom och växer sig större än brottsbekämparna innan han slår ut Batman. Wildcat lyckas besegra Bane genom att ta en Batarang och skära av en av slangarna som pumpar in Venom i Banes kropp, som faller på tågspåret och ger honom en elektrisk stöt. I episoden "Night of the Batmen!" försöker Bane tillsammans med Solomon Grundy, Killer Croc och Blockbuster att störta en solid guldstaty av Lady Justice för att stjäla spillrorna och sälja dem. Innan de lyckas med det besegras och fångas de av Captain Marvel.

### Young Justice (2010-2013)
Bane dyker upp i Young Justice, med röst av Danny Trejo. I episoden "Drop Zone" är Bane i strid med Kobra-kulten över produktionen av giftet som han använder för att få övermänsklig styrka. Efter att ha förlorat kontrollen över Santa Prisca-fängelset till kulten går han med på att strida mot deras förkämpe, Mamooth, för att ta tillbaka den. Bane använder sin list för att återta kontrollen. I episoden "Usual Suspects" överlåter Bane Lex Luthor och Queen Bee att använda Santa Prisca under ett möte med Stålpojken, Artemis och Miss Martian. Han slår sig samman med de andra skurkarna och attackerar hjältarna, men blir besegrad efter att Robin dragit ur slangen som pumpar in giftet i hans kropp, och elektrifierar sedan honom. I den svenska dubbningen görs hans röst av Fredrik Hiller.

### The Dark Knight Rises (2012)
Bane är huvudskurken i filmen The Dark Knight Rises (2012), där han spelas av Tom Hardy. Hardy ville porträttera figuren som "mer hotfull" än i filmen Batman & Robin, och ökade sin muskelmassa 14 kg för rollen, vilket ökade hans vikt till 90 kg. Bane föddes och växte upp i ett utländskt fängelse, känt som "Hell on Earth", eller som Pit, där han tillbringade större delen av sitt liv inspärrad som en fånge. Där blev han vän och beskyddare till en ung flicka med namnet Talia al Ghul (Ra's al Ghuls dotter). När flickans mor dödades av fängelsets galna fångar skyddade Bane henne i flera år tills hon slutligen flydde genom att klättra upp till ytan. Under assistansen till hennes flykt blev Bane svårt skadad och döende. Fängelsets läkare försökte att läka hans skador, men Bane hamnar i ett tillstånd av konstant smärta och var tvungen att bära en mask. Hans mask ger honom en ständig strömning av smärtstillande gas. Vid Banes ankomst till Gotham kommer han snart i konflikt med Batman efter ett flertal våldsamma brott, vilken han inte visar barmhärtighet mot. Nära slutet av filmen hamnar Bane och hans styrkor i bråk med Gothampolisen. Batman slåss då mot Bane och förstör hans mask, vilket stoppar hans intag av smärtstillande medel och gör honom hjälplös. Talia återställer dock Banes mask och gör sig redo för att detonera en bomb. Bane återhämtar sig och förbereder sig för att avrätta Batman. Men Selina Kyle dyker upp och avfyrar ett skott mot Bane från Batmans motorcykel, vilket kastar honom över rummet och snabbt dödar honom.

### Övrigt
Tom Hardys version av Bane parodieras i episoden "Insecurity" av satirserien South Park, där Eric Cartman, Randy Marsh och andra rollfigurer maskerar sig i sådana masker (samt pratar med en liknande röst) för att attackera en anställd hos USP.